# Kõmmusselja
Koordinaten: 58° 43′ N, 22° 37′ O
Kõmmusselja ist ein Dorf (estnisch küla) in der Landgemeinde Hiiumaa (bis 2017: Landgemeinde Emmaste). Es liegt auf der zweitgrößten estnischen Insel Hiiumaa (deutsch Dagö).

## Beschreibung
Kõmmusselja hat heute 7 Einwohner (Stand 31. Dezember 2011).
Der Ort liegt unmittelbar nördlich des Dorfes Emmaste.